# Trinilski tigar
Trinilski tigar (Panthera tigris trinilensis) je izumrla podvrsta tigra (Panthera tigris). Razlike u odnosu na životinju koja je u isto vrijeme bila rasprostranjena na kontinentu Azije, Panthera tigris acutidens, kao i u odnosu na danas živuću podvrstu su dovoljno velike, da ga se može smatrati zasebnom fosilnom podvrstom. Vjerojatno nije direktni predak današnjeg javanskog tigra. Vjerojatnije je da javanski tigar potječe od pretka koji je kasnije došao na Javu iz Kine. 
Fosilni nalazi tigrova na Javi su relativno česti, pa je uz one iz istočne Kine i najbolje proučen. Opisan je 1908., a nomenklaturalni tip vrste koji se nalazi Nacionalnom muzeju prirodne povijesti u Leidenu u Nizozemskoj nađen je u naslagama starim oko 1,2 milijuna godina. Nađen je u Trinilu, na otoku Javi u današnjoj Indoneziji. 